# Rompetrol
Rompetrol est un groupe pétrolier originaire de Roumanie, principalement actif dans les domaines du raffinage, du négoce et de la distribution de produits pétroliers. Fondée en 1974 comme entreprise pétrolière d'état, elle est privatisée en 1993 puis rachetée en 2007 par KazMunayGas, la société pétrolière d'État du Kazakhstan.

## Historique

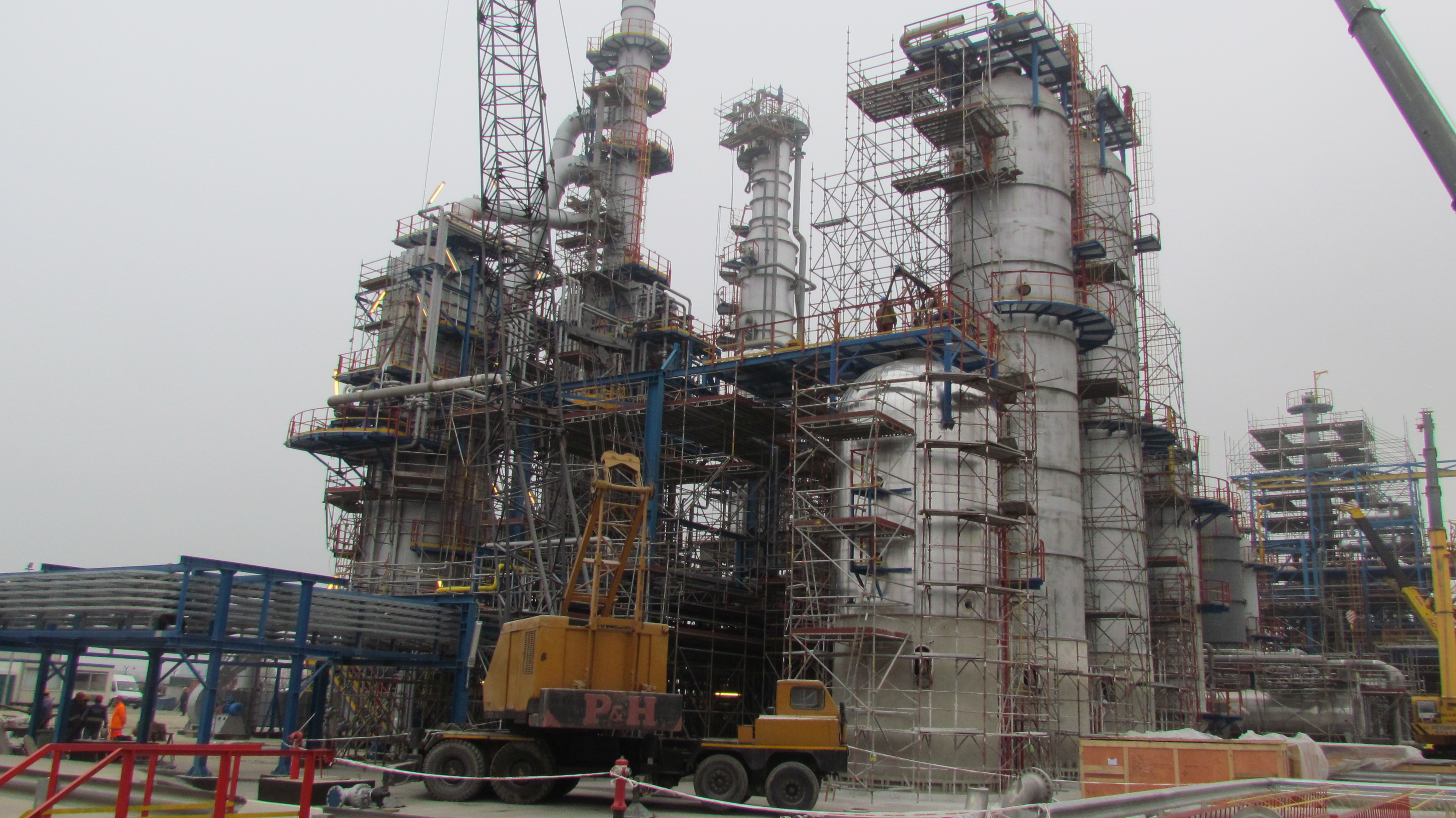
Station pétrolière

En 1998, Dinu Patriciu reprend Rompetrol.
En 2006, Rompetrol rachete la société française Dyneff (CA 2,2 milliards d'euros), première entreprise du Languedoc-Roussillon, spécialisée dans la distribution des carburants dans le sud de la France avec un réseau de 185 stations-service (4 % du marché national). Depuis son origine, Dyneff a investi dans le segment du fioul vert en ajoutant de l'ester de colza dans du diester pour produire un carburant destiné aux engins agricoles, ce qui lui donne un avantage concurrentiel dans la maîtrise de la vente de superéthanol E85 dont elle est en train d'équiper ses stations.
Son chiffre d'affaires s'est élevé à plus de 5 milliards de dollars en 2006[réf. nécessaire].
La société qui possède deux raffineries en Roumanie est présente dans 13 pays européens, dont en particulier en Albanie, en Moldavie et en Bulgarie et en France (depuis 2006)[réf. nécessaire].
À partir d'août 2007, 75 % des actions de la société Rompetrol sont rachetées pour 2,7 milliards de dollars par KazMunayGas, la société d'État du Kazakhstan. L'objectif déclaré de la transaction serait, selon le PDG Dinu Patriciu, de « créer un pont entre les ressources de l'Est et les besoins économiques de l'Ouest ».
Fin 2016, 51 % de la société est vendue à China Energy Company Limited (CEFC), l'actionnaire minoritaire (49 %) restant KazMunayGas. Toutefois, la CEFC, en difficultés financières, est incapable d'honorer l'accord de cession et celui-ci échoue à l'été 2018.